# Oratórios
Oratórios là một đô thị thuộc bang Minas Gerais, Brasil. Đô thị này có diện tích 89,187 km², dân số năm 2007 là 4385 người, mật độ 50,7 người/km².